# 1426
Năm 1426 là một năm thường bắt đầu bằng ngày Thứ Ba trong lịch Julius.

## Sự kiện
- 7 tháng 7 – trận Chirokitia